# Livets stråt
Livets stråt eller Vagabonden (nederländska: De marskramer) är en oljemålning av den nederländske konstnären Hieronymus Bosch. Den är målad på 1490-talet och ingår sedan 1931 i samlingarna på Museum Boijmans Van Beuningen i Rotterdam. 
Bosch skildrar här en gårdfarihandlare som säljer varor som han bär på ryggen i en flätad korg. Sådana kringresande handelsmän hade ett tveksamt rykte och Bosch förstärker detta genom att avbilda honom i trasiga kläder och omaka skor framför en bordell. Bilden är svårtolkad men tros visa människans resa genom livet, tyngd av syndens börda och utsatt för många frestelser. Vagabonden vänder dock ryggen mot bordellen och visar därmed att en annan väg är möjlig i livets stråt. Fyra andra personer syns omkring huset, ett par i dörröppningen, en kvinna i fönstret och en man som urinerar mot husväggen. Flera djur är inmålade också, en hund och en ko som stirrar på vagabonden, en gris med kultingar på gårdsplan, en skata vid grinden, en talgoxe i trädet, en svala i skyn samt en höna och en en burfågel framför huset. 
Målningen har ingått i ett altarskåp och varit placerad på flygeldörrarnas yttersida som synts när skåpet var stängt. Altarskåpets interiör har troligen utgjorts av en triptyk som sågats itu och delats upp i flera stycken. Den vänstra flygeldörren är idag utställd på Louvren som Narrskeppet och Yale University Art Gallery som Allegori över frosseri och lust; den högra på National Gallery of Art som Döden och den girige. Troligen har det funnits en mittbild (corpus), men den är förkommen.

## Madridversionen
Bosch återkom på 1510-talet till samma motiv med en vagabond målad på utsidan av ett altarskåp som under namnet Höskrindan är utställd på Pradomuseet. Till skillnad från Rotterdamversionen innehåller den starka och klara färger. Bakgrunden skiljer sig åt mellan versionerna och i Madridversionen stöter mannen bort en morrande hund med sin käpp. I bakgrunden syns hur några stråtrövare överfaller en resande och i horisonten en galge.

## Bildgalleri

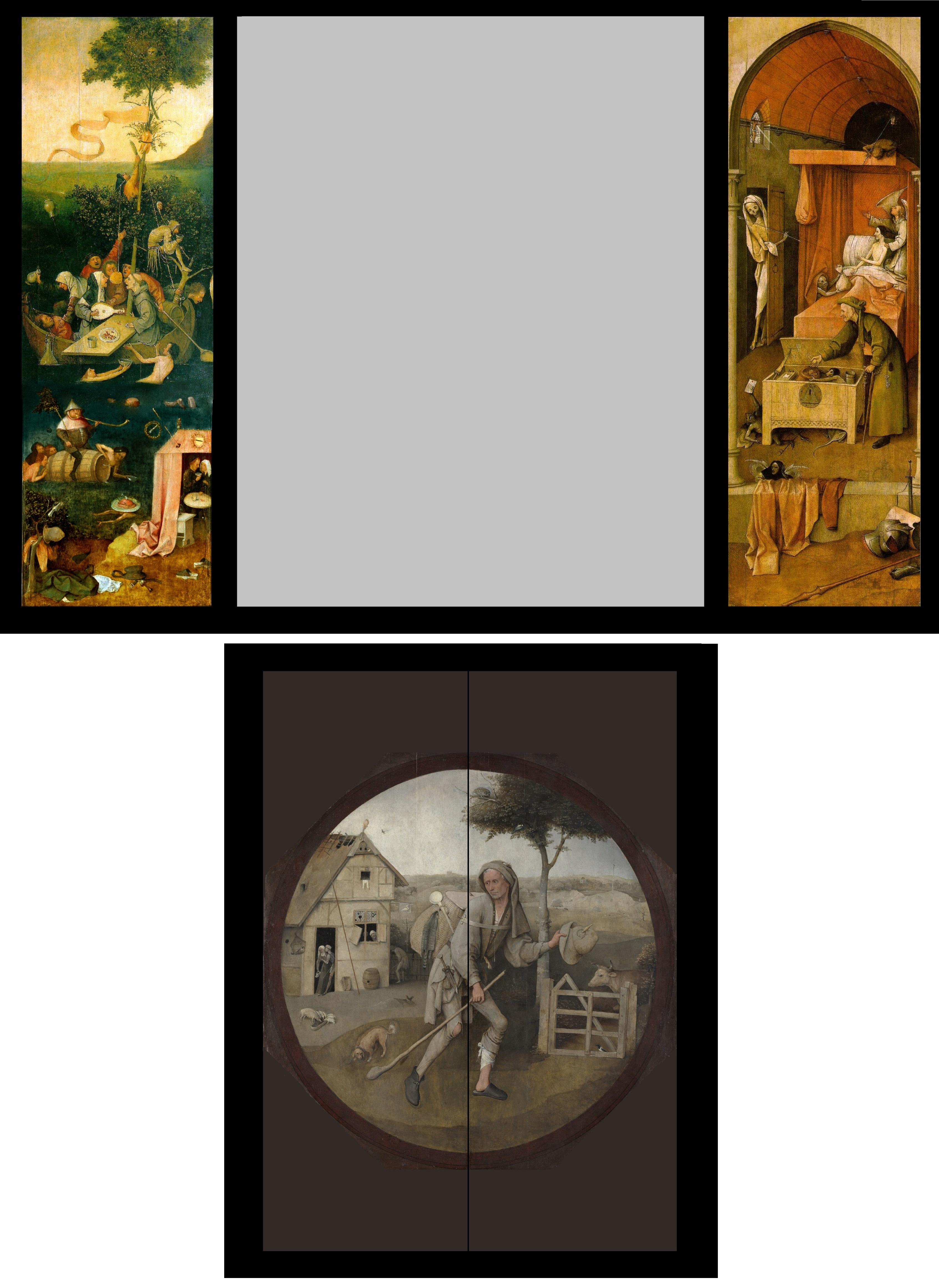
Rekonstruktion av altarskåpet som sedermera sågats upp. Vänsterpanelen innehöll Narrskeppet (Louvren) och Allegori över frosseri och lust (Yale University Art Gallery). På högersidan ses Döden och den girige (National Gallery of Art). Troligen har det funnits en mittbild (corpus), men den är förkommen.
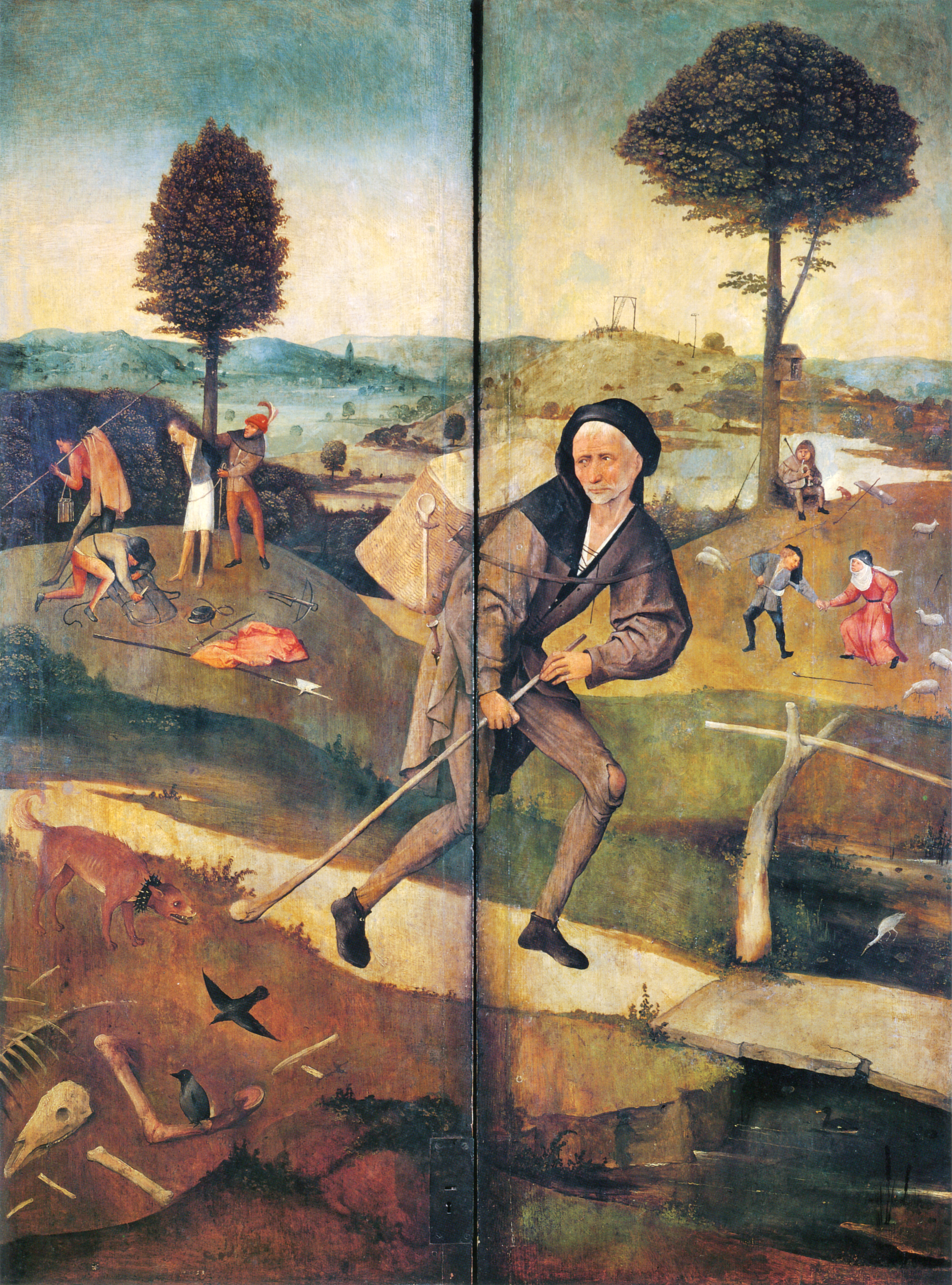
Exteriören av altarskåpet Höskrindan (1510-talet) visar samma vagabond som den i Rotterdam.